# Juan Joaquín de Oquendo y Gil
Juan Joaquín de Oquendo y Gil (Albarracín, 30 de septiembre de 1749 – Barcelona, 1802) fue un militar español, teniente general de los Reales Ejércitos y capitán general de Mallorca.
Ingresó al Ejército en 1766 y el mismo año ascendió a subteniente. En 1767 fue ayudante del capitán general de Castilla la Nueva, el  conde de Aranda, y ascendió a teniente. En 1768 fue nombrado capitán del Regimiento de Lombardía y en 1771 ingresó a la Orden de Santiago. En 1773 acompañó al conde de Aranda en París, donde había sido nombrado embajador, y participaría en la expedición contra Argel (1775)  dirigida por Alejandro O'Reilly, en la cual fue herido gravemente herido. En 1776 ascendió a teniente coronel y participó en el asedio de Gibraltar y en la expedición de reconquista de Menorca de 1782, que le valió el ascenso a coronel. En 1791 fue ascendido a brigadier, en 1793 a mariscal de campo y en 1795 a teniente general.
En 1798 fue propuesto como gobernador de Ceuta, pero rechazó el cargo y continuó como vocal del Consejo de Guerra en Figueras. Fue destinado como capitán general de Mallorca, cargo que ocupó del 9 de octubre de 1798 hasta el 17 de diciembre de 1799, cuando fue nombrado miembro del Consejo de Guerra e inspector general de Caballería. En 1801 pidió ser destinado a Cataluña por motivos de salud y murió poco después.